# Stazione di San Gavino
Stazione di San Gavino vasútállomás Olaszországban, Szardínia régióban, San Gavino Monreale településen.

## Vasútvonalak
Az állomást az alábbi vasútvonalak érintik:
- Cagliari–Golfo Aranci Marittima-vasútvonal

## Kapcsolódó állomások
A vasútállomáshoz az alábbi állomások vannak a legközelebb: 
- Stazione di Sanluri Stato
- Stazione di Pabillonis